# Jutta Zeitz
Jutta Zeitz, geb. Jutta Roloff (geboren am 31. Mai 1955 in Schwerin) ist eine deutsche Agrarwissenschaftlerin mit Fokus auf Boden- und Moorschutz inklusive Moormanagement. Sie hat sich neben ihrer Tätigkeit an der Humboldt-Universität zu Berlin national und international für den Schutz der Moore engagiert. Mit der Biologin Vera Luthardt hat sie das Kompendium Moore in Brandenburg und Berlin herausgegeben.

## Leben und beruflicher Weg
Jutta Zeitz studierte von 1973 bis 1977 an der Humboldt-Universität zu Berlin (HU) Agrarwissenschaften. Ihre Diplomarbeit Zur Eutrophierung des Goldberger Sees wurde mit dem Humboldt-Preis ausgezeichnet. Anschließend untersuchte sie Möglichkeiten der Verbesserung verdichteter Böden mit verschiedenen meliorativen Verfahren. Sie war ab 1980 an der HU als Wissenschaftliche Mitarbeiterin tätig.
Ihre Habilitationsschrift von 1988 hatte das Thema Untersuchungen zu ausgewählten bodenphysikalischen Kennwerten in Niedermooren im Hinblick auf Melioration und Nutzung. Im Jahr 1989 wurde Jutta Zeitz nach abgeschlossener Habilitation als Hochschuldozentin für das Fach Meliorationswesen an das Institut für Bodenfruchtbarkeit und Landeskultur der HU berufen und erarbeitete u. a. die Vorlesungsreihen: Landeskunde und Melioration, Moornutzung und Moorkunde. Ab 1990 bis 1996 hielt sie als Lehrbeauftragte an der Universität Stuttgart-Hohenheim die Vorlesung Einführung in die Moorkunde. Die Berufung von Jutta Zeitz zur Universitätsprofessorin erfolgte 2003 durch die Humboldt-Universität zu Berlin. Seit dem 1. Oktober 2020 ist sie im Ruhestand.
Jutta Zeitz ist verheiratet und hat zwei Kinder, die sie in den 1980er-Jahren bekam.

## Wirken
Für ihr Engagement im Moorschutz wurde Jutta Zeitz 2015 mit der C.A.Weber-Medaille geehrt. Die Laudatio hebt hervor, dass die Agrarwissenschaftlerin in ihren über 25 Forschungsberichten, in zahlreichen Buchkapiteln und mehr als 100 Veröffentlichungen nicht nur den Zustand unserer Moore und anderer Bodenfunktionen analysiert hat, sondern dass sie die Anwendung ihres Wissens immer als Unterstützung für Entscheidungsprozesse in Naturschutz und Landwirtschaft verstanden hat.
Jutta Zeitz hat ihre Expertise zu Moorböden und deren Eigenschaften sowie deren Systematik seit Beginn der 1990er in die gesamtdeutsche Fachnomenklatur eingebracht. Sie ist Mitautorin des Standardwerks Bodenkundliche Kartieranleitung in der vierten (1994), fünften (2005) und sechsten (in Vorbereitung) Ausgabe. Hier wirkt sie auch in ihrer Funktion als Vorsitzende im Bereich Geowissenschaften der Deutschen Gesellschaft für Moor- und Torfkunde.
Als Wissenschaftlerin befasste sie sich nicht nur im universitären Umfeld mit dem Bodenschutz und speziell dem Moorschutz, sondern hat auch in der Öffentlichkeit vielfach für den Erhalt der Moore geworben.
Für ihre engagierte Lehre erhielt Jutta Zeitz 2013 den mit 10.000 Euro dotierten Preis für die beste Lehre an der Humboldt-Universität. In der Laudatio wird betont, dass sie zu den ersten Hochschullehrern gehört, die das Potenzial elektronischer Medien nutzt. Sie initiierte u. a. gemeinsam mit dem Institut für Biologie und dem Geographischen Institut das E-learning-Konzept BodenBOX zu Methoden der Bodenökologie.
2022 wurde sie Ehrenmitglied der Deutschen Bodenkundlichen Gesellschaft.

## Fachliches Engagement
Engagiert war und ist sie in Organisationen wie dem wissenschaftlichen Beirat des Biosphärenreservat Spreewald, dem Vorstand des Greifswalder Moorzentrums und im Wissenschaftlichen Beirats des Forschungsinstitut für Bergbaufolgelandschaft e.V.
Bereits 2004 wurde sie in die Kommission Bodenschutz beim Umweltbundesamt gewählt. Seit 2012 ist sie Gutachterin für die Fachzeitschriften Mires and Peat und TELMA.
Zusammen mit Vera Luthardt hat sie an der Humboldt-Universität zu Berlin ein webbasiertes Unterstützungssystem für gelungenes Moormanagement entwickelt (DSS-WAMOS (Decision Support System - WAldMOorSchutz)), welches in den zuständigen Behörden hilft, konkrete Handlungsempfehlungen für die Renaturierung und Pflege von Waldmooren abzuleiten. Unter denselben Vorzeichen entstand DSS-TORBOS (Decision Support System - Torfschonende Bewirtschaftung organischer Böden) als ein Unterstützungssystem zur torfschonenden Bewirtschaftung von Niedermooren.
Dass die Austrocknung von Niedermooren und die damit verbundene CO2-Freisetzung klimaschädlich ist, betont Jutta Zeitz seit langem und weiß, woran Wiedervernässung oft scheitert. Das Projekt CARBSTOR (CARBon STORage) im Auftrag der Deutschen Bundesstiftung Umwelt und von Jutta Zeitz verantwortet, ermöglicht es, C-Speicher und C-Freisetzungspotenziale von Moorstandorten zu bestimmen.
Im Fokus ihrer Arbeit stehen auch die Moorflächen Berlins, die zusammen mit organischen Böden, wie humusreichem Gley, ca. 741ha und damit 1 % der Fläche Berlins ausmachen. In dem Forschungsvorhaben Berliner Moore im Klimawandel wurden die Ökosystemleistungen für diese Flächen ermittelt: Sie speichern 1 Million t Kohlenstoff.

## Internationales Engagement
Auch international hat sich die Agrarwissenschaftlerin für Projekte und die Ausbildung von Fachleuten engagiert. Unter anderem konnte sie im Auftrag der Volkswagenstiftung in Kirgisistan Studenten und Studentinnen in Bodenkunde unterrichten und so auf ein Anschluss-Studium in Deutschland vorbereiten.
Durch langjährige Kooperationen mit kirgisischen Partnern, wie der Kirgisischen nationalen Agraruniversität, der NGO Camp Alatoo und der Kirgisischen bodenkundlichen Gesellschaft, wurde zusammen mit Experten für Ressourcenökonomie an der Humboldt-Universität zu Berlin das Forschungsvorhaben CARB-ASIA entwickelt (Methodenentwicklung zur Bewertung der Kohlenstoffspeicher und zur Verbesserung der Klimaberichterstattung von landwirtschaftlich genutzten Ökosystemen Zentralasiens). Die Ergebnisse sind in einem Handbuch veröffentlicht, das erstmals eine Bewertungsmethode für Kohlenstoffvorräte in der Kirgisischen Republik enthält und unter anderem Konsequenzen für eine nachhaltige Landnutzung formuliert.
Als deutsche Agrarwissenschaftlerin war Jutta Zeitz zudem in Südafrika, Neuseeland und Russland beratend tätig. So hat sie in dem interdisziplinären Projekt Alliance for Wetlands – Research and Restoration (AllWet RES), gefördert vom DAAD, zusammen mit Kollegen der Technischen Universität München und Universitäten in Südafrika gearbeitet. Dabei ging es um die ökosystemare Erforschung der Möglichkeiten und Grenzen einer nachhaltigen Nutzung und Renaturierung von Feuchtgebieten am Beispiel der Maputaland Coastal Plains entlang der Ostküste von Südafrika, in denen fast 60 % der Moore des südlichen Afrikas vorkommen. Das Projekt hat praxisnahe Empfehlungen entwickelt und ist abgeschlossen. Die Ergebnisse sind mehrfach publiziert.